# Денніс Шіама
Денніс Вільям Шіама (англ. Dennis William Siahou Sciama [ʃiˈæmə]; 18 листопада 1926 — 18 грудня 1999) — британський фізик, який завдяки своїй роботі і своїм учням відіграв велику роль у становленні британської фізики після Другої світової війни. Вважається одним з батьків сучасної космології.

## Життя і кар'єра
Народився у Манчестері (Англія) у сім'ї Неллі Адес та Авраама Шіами. Вихідець із сирійських євреїв — його батько народився у Манчестері, мати — у Єгипті, але предки обох походять з Алеппо (Сирія).
Шіама захистив докторську дисертацію у 1953 році в Кембриджському університеті під керівництвом Поля Дірака, вона стосувалась принципу Маха та інерції. Його робота пізніше вплинула на формулювання скалярно-тензорних теорій тяжіння.
Викладав в Університеті Корнелла, Кінгс-коледжі, Гарварді та Техаському університеті, але більшу частину своєї кар'єри присвятив Кембриджу (1950- 1960-ті) та Оксфорду (1970-1980-ті). У 1983 переїхав з Оксфорда у Трієст, де став професором астрофізики у Міжнародній дослідній школі (SISSA) та консультантом Міжнародного центру теоретичної фізики.
У 1990-х працював частково у Трієсті, частково в Оксфорді.
Широкі знання фізики дозволили Шіама розвивати теми на межі астрономії та астрофізики. Він працював над радіоастрономією, рентгеноастрономією, квазарами, анізотропіями реліктового випромінювання, фізикою астрочастинок та природою темної матерії.
На початку своєї наукової роботи він підтримував  теорію стаціонарного Всесвіту Фреда Гойла. У 1960-х, коли з'явились докази її хибності, зокрема наявність реліктового випромінювання, відмовився від неї.
Останніми роками цікавився проблемою темної матерії у галактиках.
Під керівництво Шіами захистили докторські роботи деякі провідні астрофізики та космологи:
- Джордж Елліс (1964)
- Стівен Гокінг (1966)
- Брендон Картер (1967)
- Мартін Ріс (1967)
- Ґері Ґіббонс (1973)
- Джеймс Бінні (1975)
- Джон Барроу(1977)
- Девід Дойч
- Адріан Мело (1981)
- Паоло Салуччі (1989)
- Антоні Валентіні (1992)

Шімама був обраний членом Лондонського королівського товариства у 1982 році. Також був почесним членом Американської академії мистецтв і наук, Американського філософського товариства. 
У 1959 одружився з соціоантропологом Лідією Діна, мали двох дочок.

## Нагороди
- Медаль Фарадея (1991)
- Медаль Ґутрі (1991)

## Вшанування
На честь Шіами започаткована серія Лекцій пам'яті Денніса Шіами. Інститут космології Портсмутського університету назвав на його честь свою будівлю.
Згадувався у декількох біографічних проектах:
- 2004 — фільм BBC TV «Гокінг», Шіама зіграв Джон Сешнс.
- 2014 — фільм «Теорія всього», Шіама зіграв Девід Тьюліс.